# Élections générales terre-neuviennes de 1982
L'élection générale terre-neuvienne de 1982 se déroule le 6 avril 1982 afin d'élire les députés de la Chambre d'assemblée de la province de Terre-Neuve (Canada). 

## Résultats
| Parti                                      | Parti                      | Chef              | # de candidats | Sièges | Sièges | Sièges  | Voix    | Voix    | Voix    |
| ------------------------------------------ | -------------------------- | ----------------- | -------------- | ------ | ------ | ------- | ------- | ------- | ------- |
| Parti                                      | Parti                      | Chef              | # de candidats | 1979   | Élus   | % Diff. | #       | %       | % Diff. |
|                                            | Progressiste-conservateur  | Brian Peckford    | 52             | 33     | 44     | +33,3 % | 152 966 | 61,19 % |         |
|                                            | Parti libéral              | Len Stirling      | 52             | 19     | 8      | -57,9 % | 87 228  | 34,89 % |         |
|                                            | Nouveau Parti démocratique | Peter Fenwick     | 23             | -      | -      | -       | 9 371   | 3,75 %  |         |
|                                            | Autre/Indépendant          | Autre/Indépendant | 2              | -      | -      | -       | 425     | 0,17 %  |         |
| Total                                      | Total                      | Total             | 129            | 52     | 52     | -       | 249 990 | 100 %   |         |
| Source : Elections Newfoundland & Labrador |                            |                   |                |        |        |         |         |         |         |